# Condado de Floyd (Indiana)
El condado de Floyd (en inglés: Floyd County), fundado en 1819, es uno de 92 condados del estado estadounidense de Indiana. En el año 2000, el condado tenía una población de 70 823 habitantes y una densidad poblacional de 185 personas por km². La sede del condado es Muncie. Su nombre es en honor a John Floyd.

## Geografía
Según la Oficina del Censo, el condado tiene un área total de 384 km², de la cual 383 km² son tierra y 1 km² (0.21 %) es agua.

### Condados adyacentes
- Condado de Clark (noreste)
- Condado de Jefferson, Kentucky (sur, al otro lado del río Ohio)
- Condado de Harrison (oeste)
- Condado de Washington (noreste)

## Demografía
Según la Oficina del Censo en 2000, los ingresos medios por hogar en el condado eran de $44 022 y los ingresos medios por familia eran de $52 401. Los hombres recibían un promedio de ingresos de $37 613 frente a los $26 539 que percibían las mujeres. La renta per cápita para el condado era de $21 852. Alrededor del 8.70 % de la población estaba por debajo del umbral de pobreza.

## Municipalidades

### Ciudades y pueblos
- Galena
- Georgetown
- Greenville
- New Albany

### Áreas no incorporadas
- Duncan
- Edwardsville
- Floyds Knobs
- Mount St. Francis
- Navilleton
- Saint Joseph
- Saint Marys
- Scottsville

### Municipios
El condado de Floyd está dividido en 5 municipios:
- Franklin
- Georgetown
- Greenville
- Lafayette
- New Albany